# Max Westerkamp
Max Westerkamp (* 8. Oktober 1912 in Tanjung Pura, Sumatra; † 6. Mai 1970 in Enschede) war ein niederländischer Hockeyspieler, der bei den Olympischen Spielen 1936 die Bronzemedaille erhielt.

## Karriere
Max Westerkamp war Verteidiger beim Haagsche Delftsche Mixed, mit dem er 1935 niederländischer Meister wurde. Er bestritt 11 Länderspiele für die niederländische Nationalmannschaft.
Westerkamp debütierte 1934 im Nationalteam. 1936 in Berlin war Westerkamp Außenverteidiger in der niederländischen Mannschaft und wirkte in allen fünf Spielen mit. Die Niederländer gewannen ihre Vorrundengruppe, wobei sie unter anderem die Franzosen mit 3:1 bezwangen. Nach einer 0:3 Halbfinalniederlage gegen die deutsche Mannschaft trafen die Niederländer im Kampf um den dritten Platz erneut auf die Franzosen und siegten mit 4:3. Sein letztes Länderspiel absolvierte Westerkamp im April 1937, als er in Amsterdam das einzige Tor im Spiel gegen die deutsche Mannschaft erzielte.